# Corbillos de los Oteros
Corbillos de los Oteros è un comune spagnolo di 297 abitanti situato nella comunità autonoma di Castiglia e León.